# Pygocryptus coryopsis
Pygocryptus coryopsis är en stekelart som beskrevs av Torgersen 1974. Pygocryptus coryopsis ingår i släktet Pygocryptus och familjen brokparasitsteklar. Inga underarter finns listade i Catalogue of Life.